# 安东·斯塔米茨
安东·塔达乌斯·约翰·尼波默克·斯塔米茨（德語：Anton Thadäus Johann Nepomuk Stamitz，1750或1754年—1798或1809年），捷克裔德国作曲家，小提琴家。早年从父约翰·斯塔米茨学习，1770年随其兄卡尔·斯塔米茨访问巴黎，1782-1789年在凡尔赛任职，1798年后不知所终。作品风格与卡尔·斯塔米茨类似。